# Falaises des Vaches Noires
Les falaises des Vaches Noires sont un site naturel classé situé sur les communes de Houlgate, Gonneville-sur-Mer, Auberville et Villers-sur-Mer, sur la Côte Fleurie dans le Calvados (région Normandie, France).
À l'extrémité nord-ouest du pays d'Auge, ces falaises de 4,5 km de long et 100 m de haut se dressent comme un véritable musée à ciel ouvert tant par leur valeur didactique (profil en marche d'escaliers plus ou moins fortes en termes de reliefs accidentés, morphologie unique de badlands évoluant sous l'action combinée de processus subaériens et marin) que leur richesse paléontologique.

## Toponyme
Le toponyme « Vaches Noires » désigne des blocs de craie ayant roulé du haut de la falaise sur l'estran, dont la couleur noire est due au varech qui s'y est fixé. Ces masses sombres évoqueraient du haut des falaises ou du large un troupeau de vaches noires (qui ne seraient donc pas de race normande) paissant sur la plage. Au XIXe siècle, les pêcheurs de Trouville prenaient pour amers de navigation ces rochers qu'ils nommaient ainsi en opposition aux rochers du pied des falaises de Trouville qu'ils nommaient les Roches Noires.

## Description du site
Les falaises des Vaches Noires sont constituées de falaises d'argile coiffées à leur sommet (altitude 110 m), d'une mince falaise de craie.
Cette zone est remarquable sur le plan géologique. Les marnes de l'Oxfordien, sous l'action du ruissellement des eaux de l'aquifère qui les surmonte, sont entaillées de profonds ravins. Ceux-ci sont parcourus de coulées boueuses qui avancent lentement vers la mer et contiennent des blocs de craie crétacée venus du sommet. À marée haute, les vagues attaquent le front des coulées, dégageant des fossiles extrêmement variés.

## Géologie

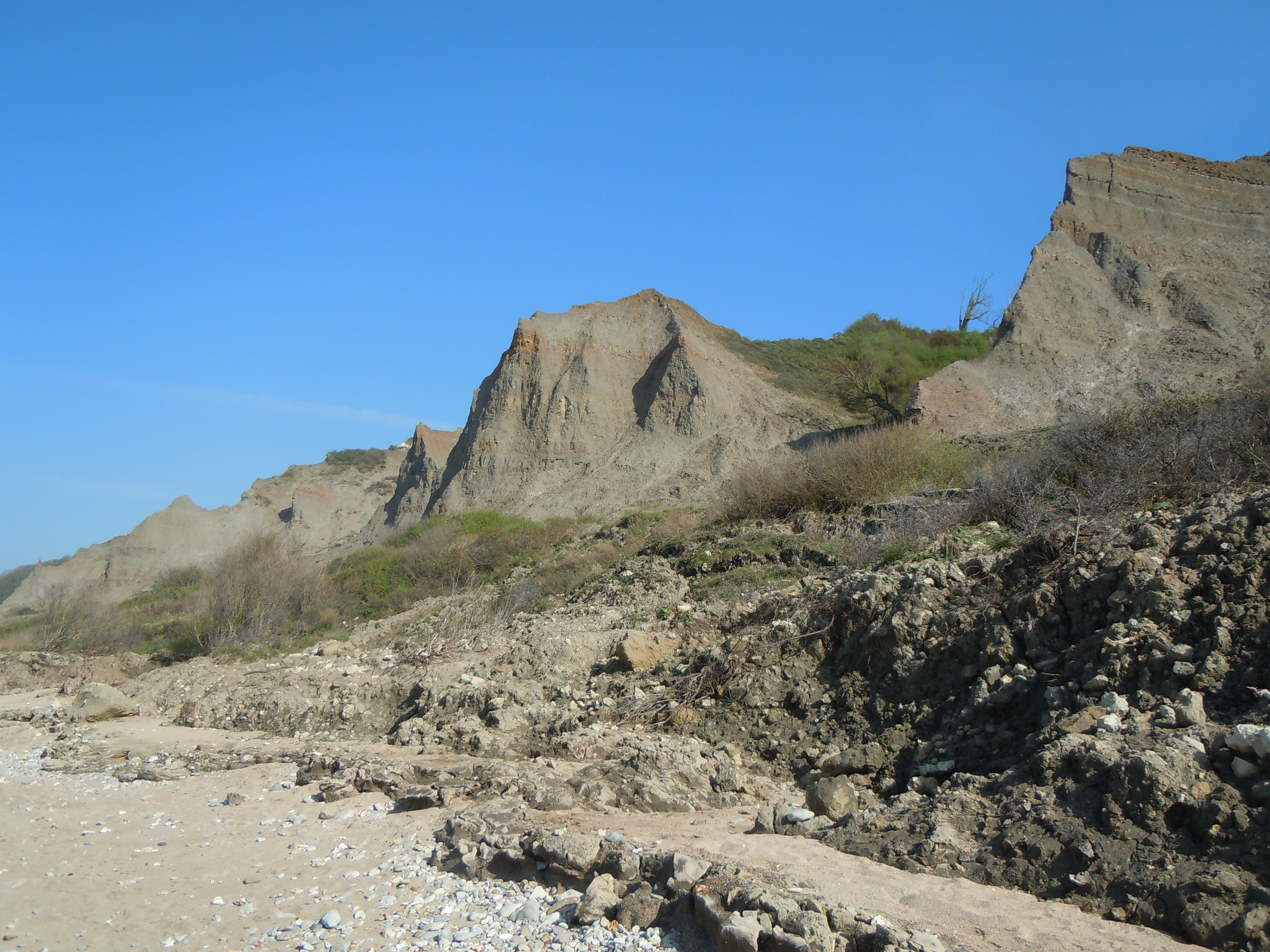
Les arêtes sont séparées par des vallons qui s'élargissent vers la mer en cônes d'éboulements.

Les falaises sont constituées de deux parties principales : une falaise externe, composée de marnes grises et de calcaires roux d'âge jurassique (Callovien et Oxfordien), et une falaise interne composée de craies blanchâtres d'âge crétacé (Cénomanien). Ces deux falaises sont séparées par une surface instable et fissurée (appelée « Chaos ») formant un replat plus ou moins large où de gros blocs de craies détachés de la falaise côtoient une végétation abondante.
De bas en haut, la succession stratigraphique est la suivante :
| Altitude /Épaisseur                                          | Âge                                                   | Formation géologique |
| En dessous du niveau de la mer, profondeur de 15/20 m,       |                                                       | « Marnes du Mauvais Pas » |
| Au-dessus du niveau zéro sur une épaisseur d'environ 8/10 m, | Callovien supérieur, environ 164 millions d'années    | Marnes bioclastiques avec bancs calcaires silteux lumachelliques dites « marnes de Dives »                                                                        |
| À 10 m, sur une épaisseur de 25/27 m                         |                                                       | Marnes grises massives avec cordons de nodules et petits bancs calcaire dites « marnes de Villers »                                                               |
| À 37 m, sur une épaisseur 2 m                                |                                                       | Alternance de marnes et de calcaires argileux fossilifères à oolithes dites « oolithes ferrugineuses de Villers »                                                 |
| À 40 m, sur une épaisseur de 5/7 m                           |                                                       | Marnes silteuses avec biohermes de Lopha gregarea |
| À 47 m, sur une épaisseur de 12/15 m                         |                                                       | Marnes silteuses avec biohermes de Myophorella hudlestoni |
| À 75/80 m                                                    | Oxfordien inférieur (environ 162 millions d'années).  | Calcaire d'Auberville |
| Épaisseur 6/15 m                                             | Oxfordien moyen (environ 160 millions d'années)       | Calcaire oolithique de Trouville » composé de calcaire oolithique et bioclastique, bioturbé, en bancs massifs entrecoupés de cordons de galets intraformationnels |
|                                                              |                                                       | Marnes et des calcaires bioclastiques détritiques à pelletoïdes ferrugineux                                                                                       |
| épaisseur 1/3 m                                              |                                                       | « Coral rag de Trouville ». |
| Altitude 100 m épaisseur 40/50 m                             | Crétacé (entre 130 et 100 millions d'années environ). | Couches de craie glauconieuse et de craie à spongiaires reposant sur un lit de sable glauconieux                                                                  |
| Surface                                                      | Tertiaire (à partir de 66 millions d'années)          | Argile à silex et limons des plateaux |

## Paléontologie
Le site des Vaches Noires est célèbre pour ses fossiles qui ont été signalés dès le début du XVIIIe siècle,.
Les couches inférieures des falaises recèlent des fossiles de nombreux reptiles, dont des crocodiliens (représentés par les genres Metriorhynchus, Steneosaurus et Tyrannoneustes), des ichtyosaures et des plésiosauriens. Pour les dinosaures, la plupart des fossiles appartiennent aux Théropodes (dinosaures carnivores) comme Streptospondylus. C'est notamment aux Vaches Noires que l'abbé Charles Bacheley (1716-1795) se procura les premiers restes de dinosaures trouvés en France ,. Ces ossements furent décrits par Georges Cuvier et sont d'un point de vue historique les plus anciens restes de dinosaures suffisamment complets pour être les types d'un nom valide de dinosaure.
Les fossiles de poissons sont représentés dans les formations du Jurassique et du Crétacé avec Pycnodus, Mesturus, Asteracanthus ou Leedsichthys, un poisson d'une vingtaine de mètres se nourrissant de plancton.
Les mollusques sont largement représentés, dans toutes les formations par les céphalopodes comme les ammonites (dont plusieurs sont des références mondiales), Calliphylloceras demidoffi, Mantelliceras saxbli, Peltoceras constantii, Cardioceras cordatum, Euaspidoceras perarmatum, etc. ou des rostres de Bélemnites Belemnopsis altdorfensis. il est possible de trouver aussi des gastéropodes comme Globularia formosa ou Ooliticia meriani, ou des bivalves comme Lopha gregarea, Gryphaea dilatata, Myophorella clavellata, Trigonia reticulata, Homomya gibbosa, etc..
Les brachiopodes comme Cyclothyris compressa, Aulacothyris carinata, Kallirhynchia concinna ou Gallienneithyris galliennei et les échinodermes comme Paracidaris florigemma, Holaster suglobosus ou Nuccleolites scutatus, sont aussi représentés.

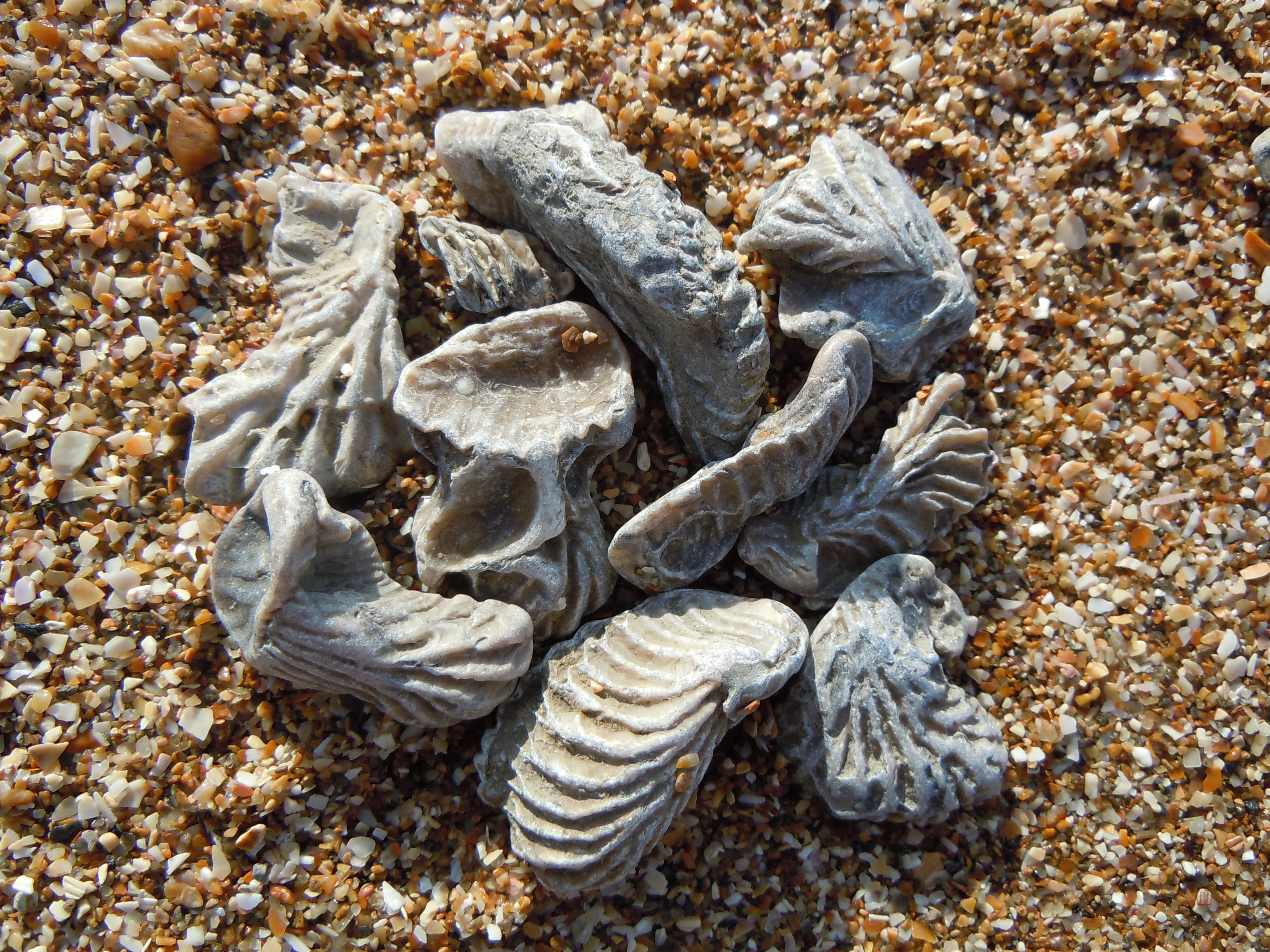
Lopha gregarea.
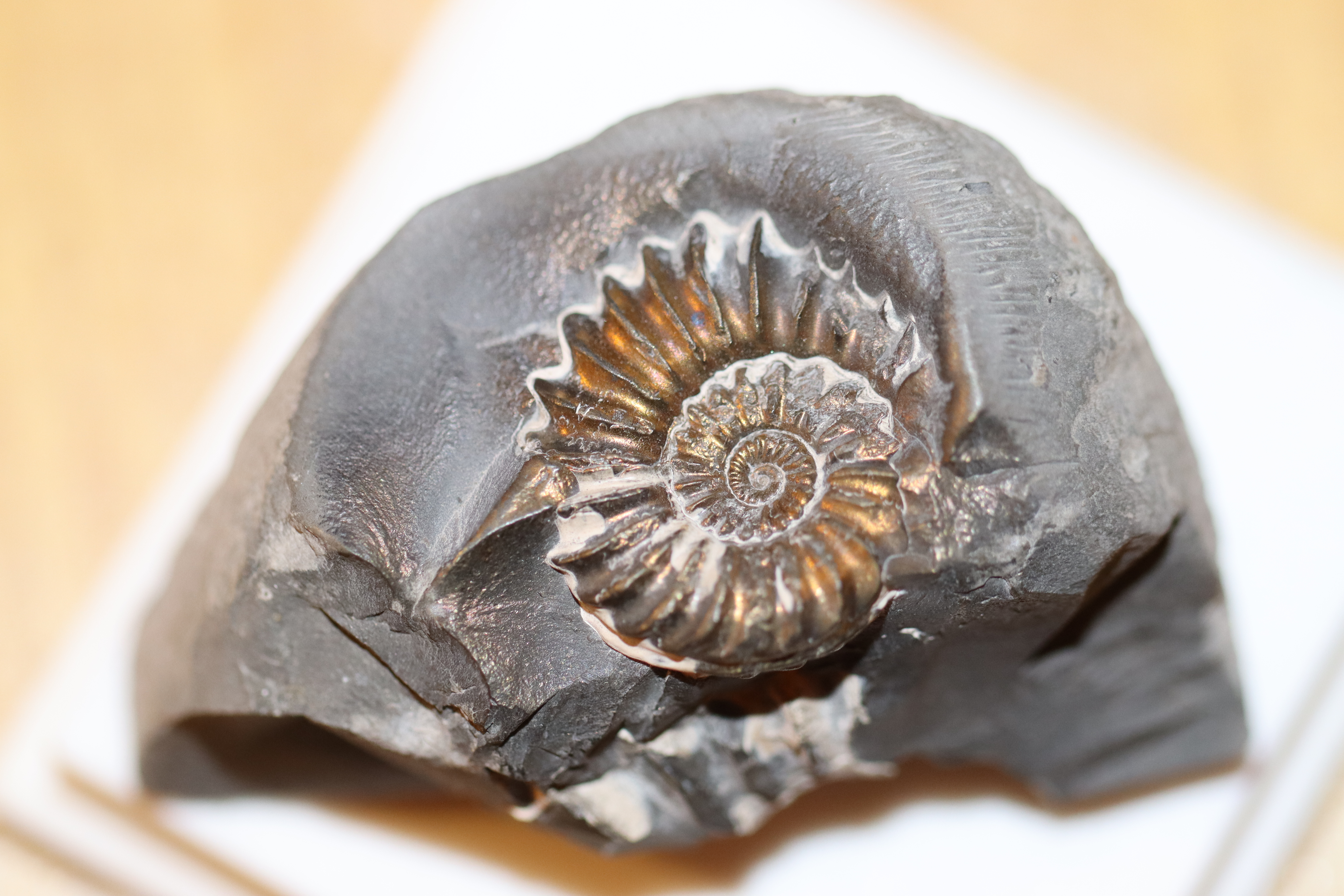
Ammonite pyriteuse[16].
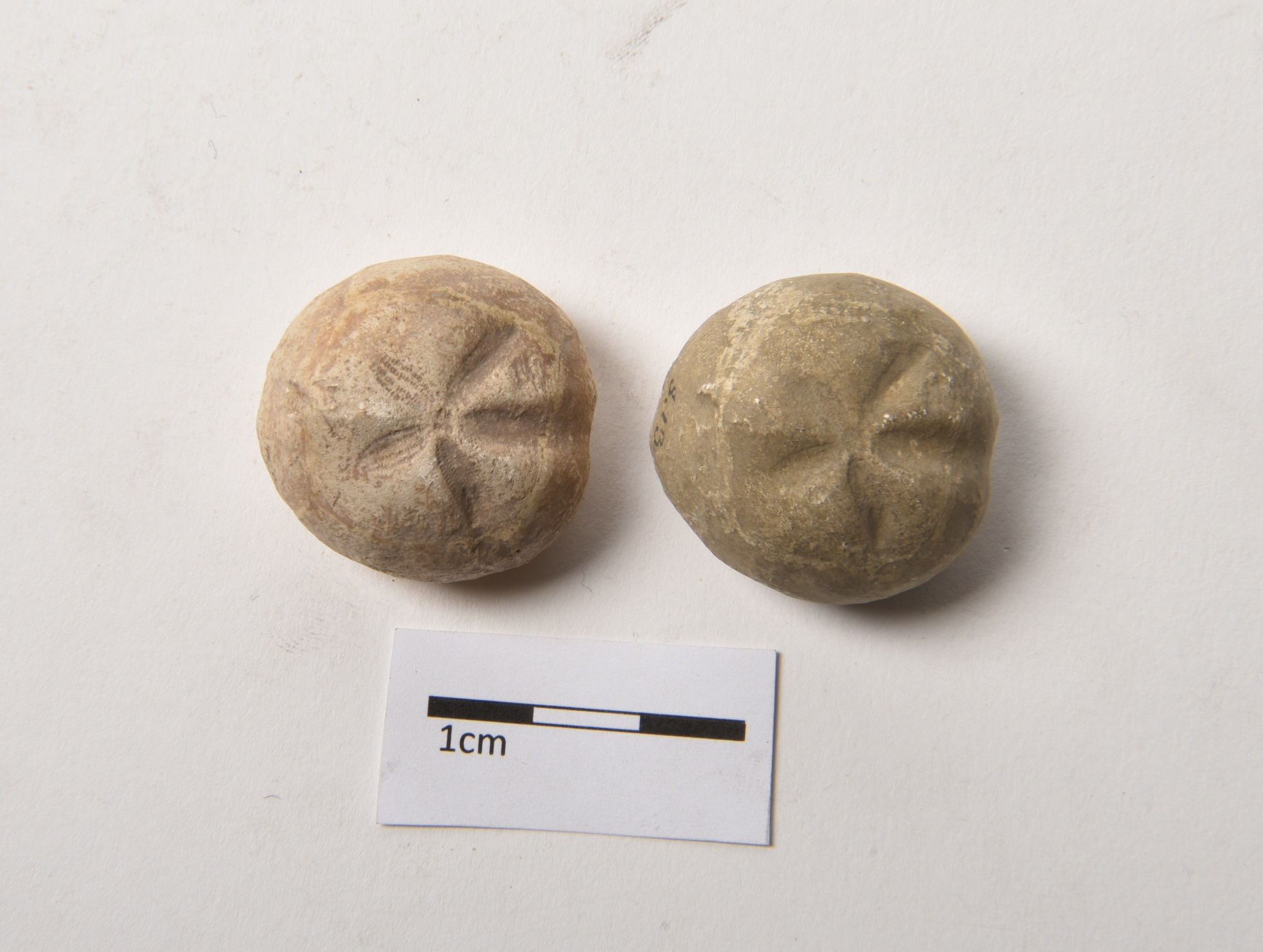
Oursin Hemiaster bufo.

### Faune
Les fourrés des falaises sont un lieu de nidification d'espèces d'oiseaux protégés : pic vert, bouscarle de Cetti, poule d'eau…

### Flore
On note la présence d'espèces rares tels le troscart des marais, l'argousier, la Centaurea microptilon, l'ophrys mouche, l'Epipactis des marais… La grassette commune a été mentionnée en 1950.

## Statut et protection
Le site est classé zone naturelle d'intérêt écologique, faunistique et floristique de type I, sous le no 250006507. Du fait de l'extraction des fossiles dans les falaises et des risques d'éboulement et de la fragilité des masses argileuses, ce site est aujourd'hui protégé, par décret de classement en « site d’intérêt scientifique et paysager du département du Calvados » du 20 février 1995 du ministère de l’Environnement, au titre de la loi du 2 mai 1930. Les falaises sont interdites au public par arrêté préfectoral. Elles peuvent s'observer par un itinéraire qui parcourt leur pied et n'est praticable qu’à marée basse.
Le ramassage des fossiles est toléré sur la grève au pied des falaises. En 2022, un projet de réserve naturelle nationale des falaises jurassiques du Calvados prévoit que la collecte sur l'estran soit elle aussi hors la loi, soumise à dérogations, ce qui susciste des polémiques.

## Vue panoramique

Rochers et falaises des Vaches Noires depuis la plage à marée basse.

## Galerie

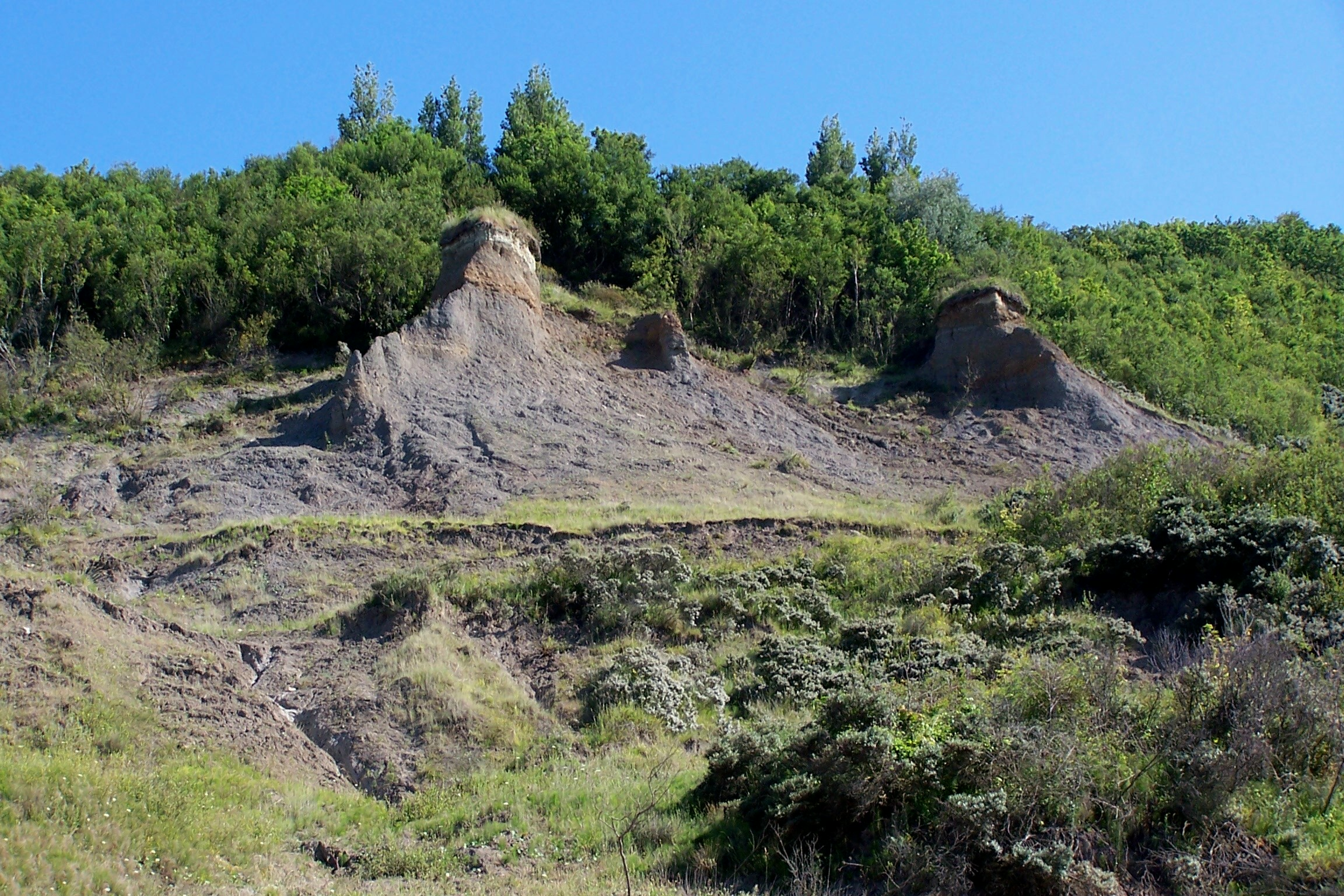
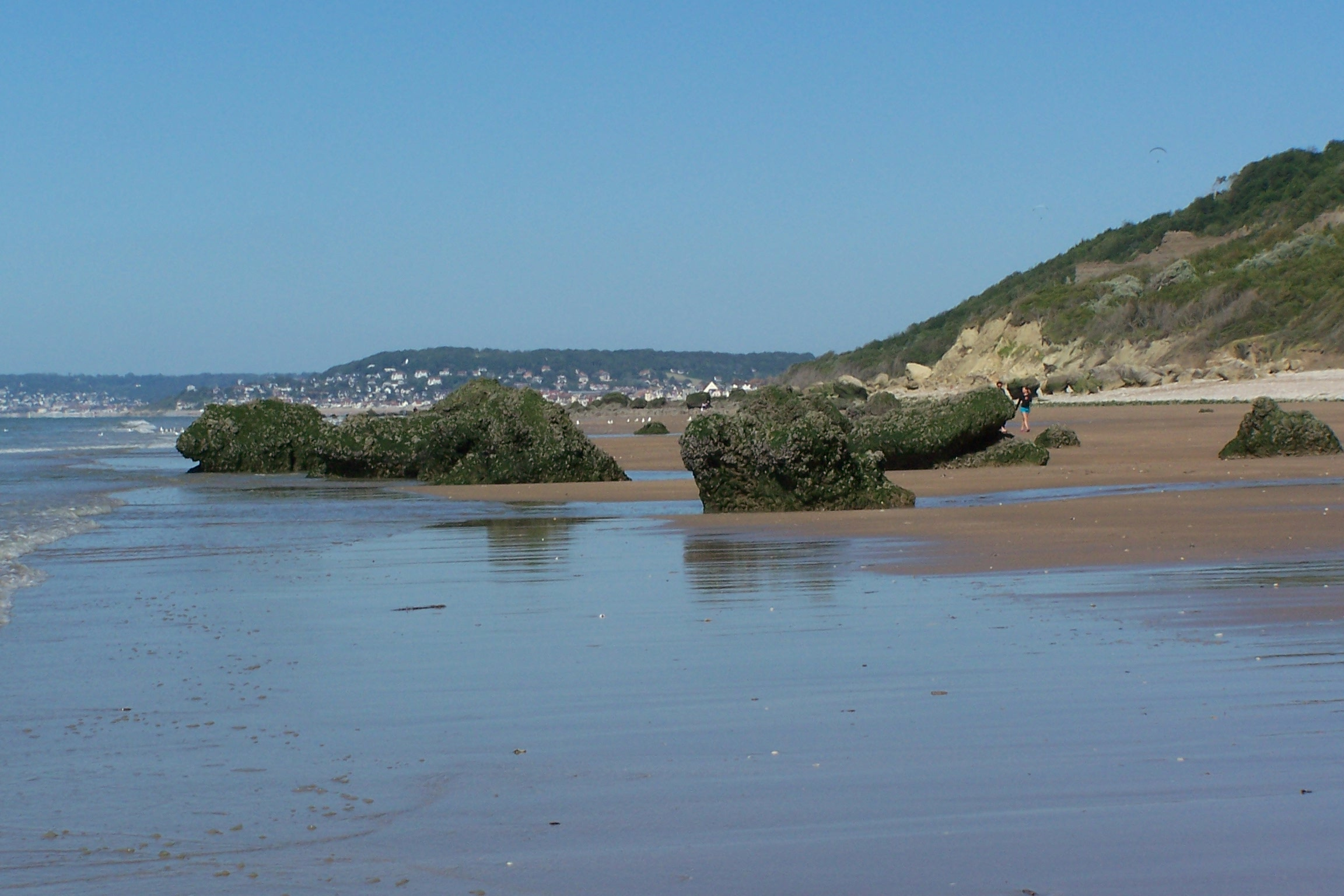
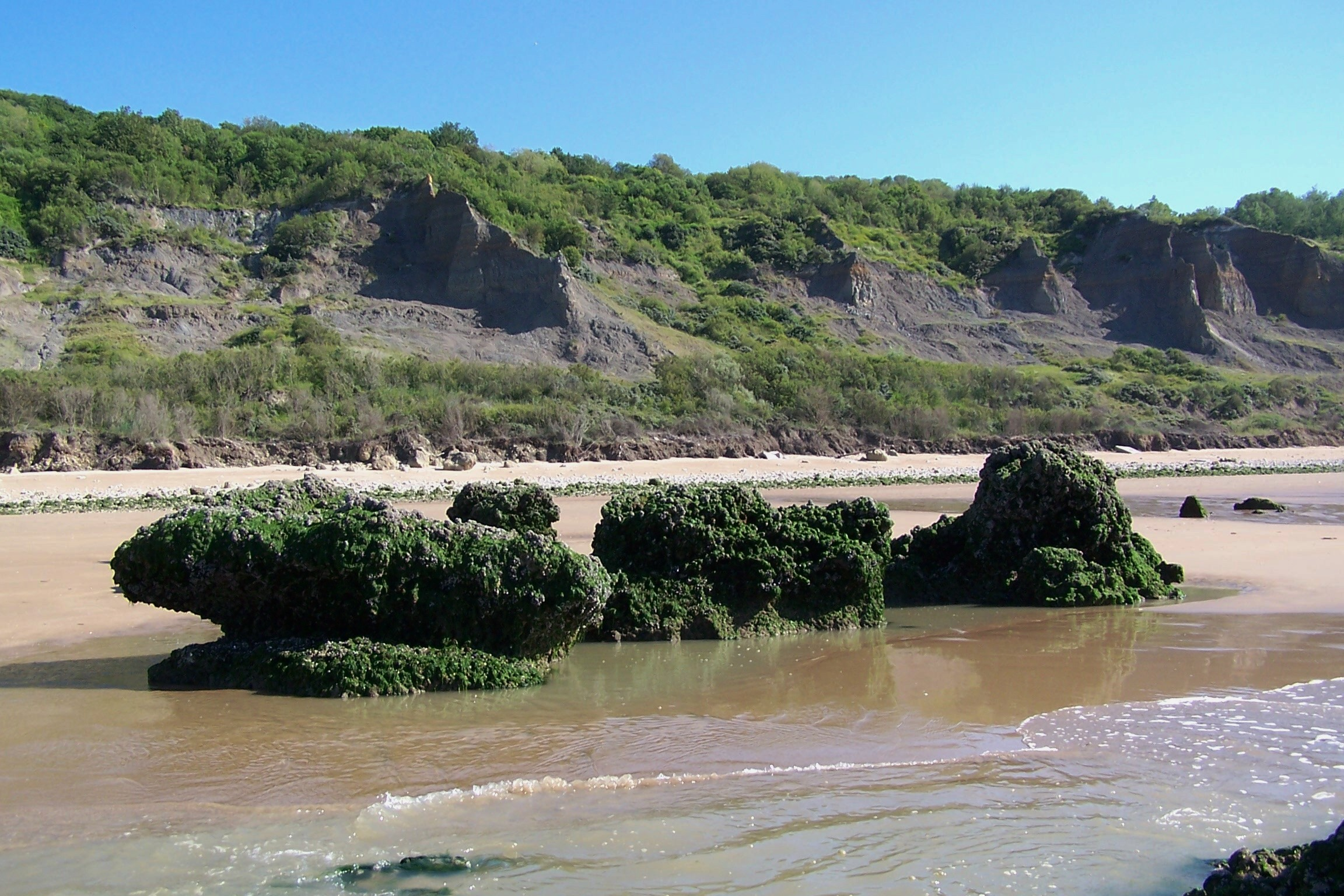
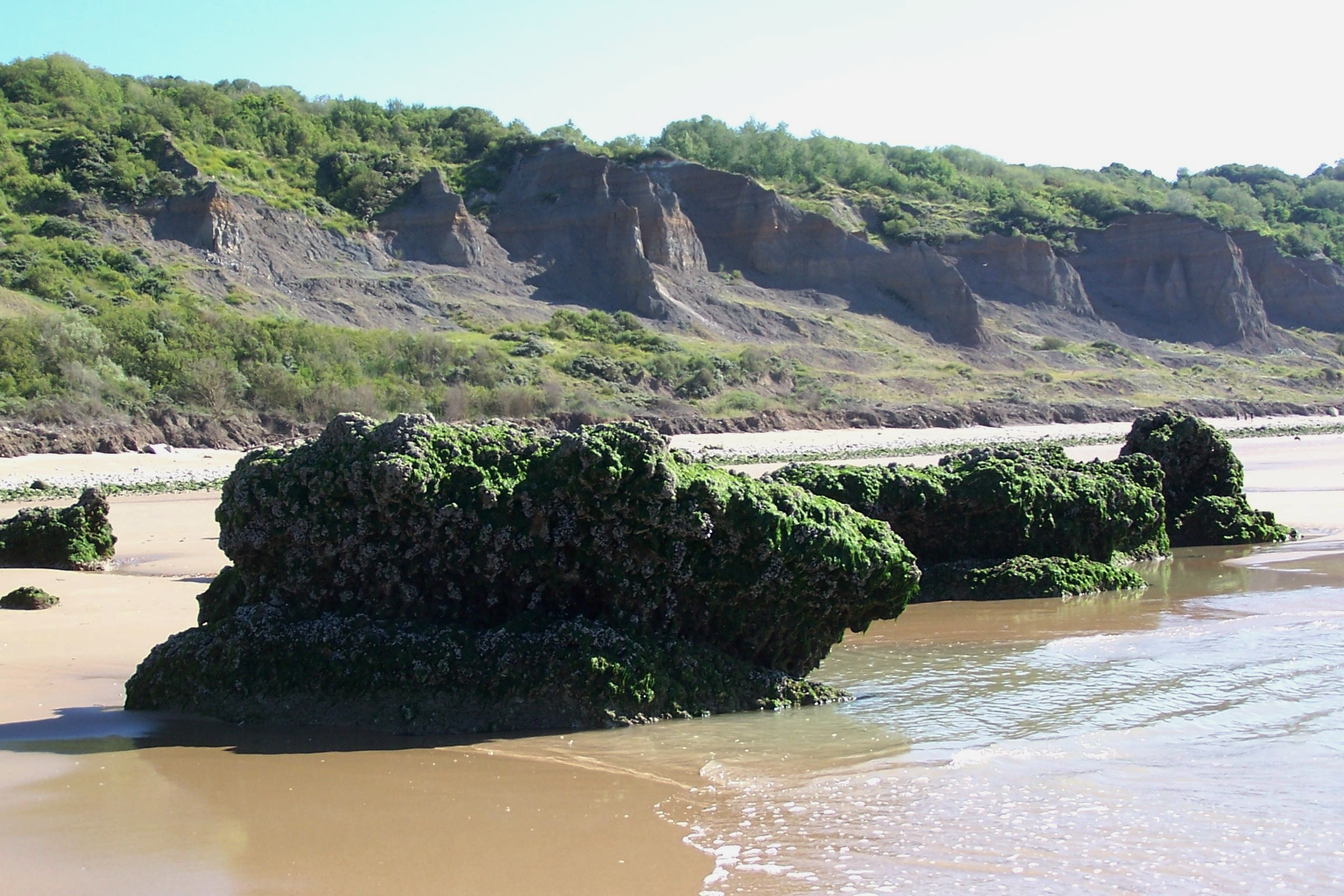
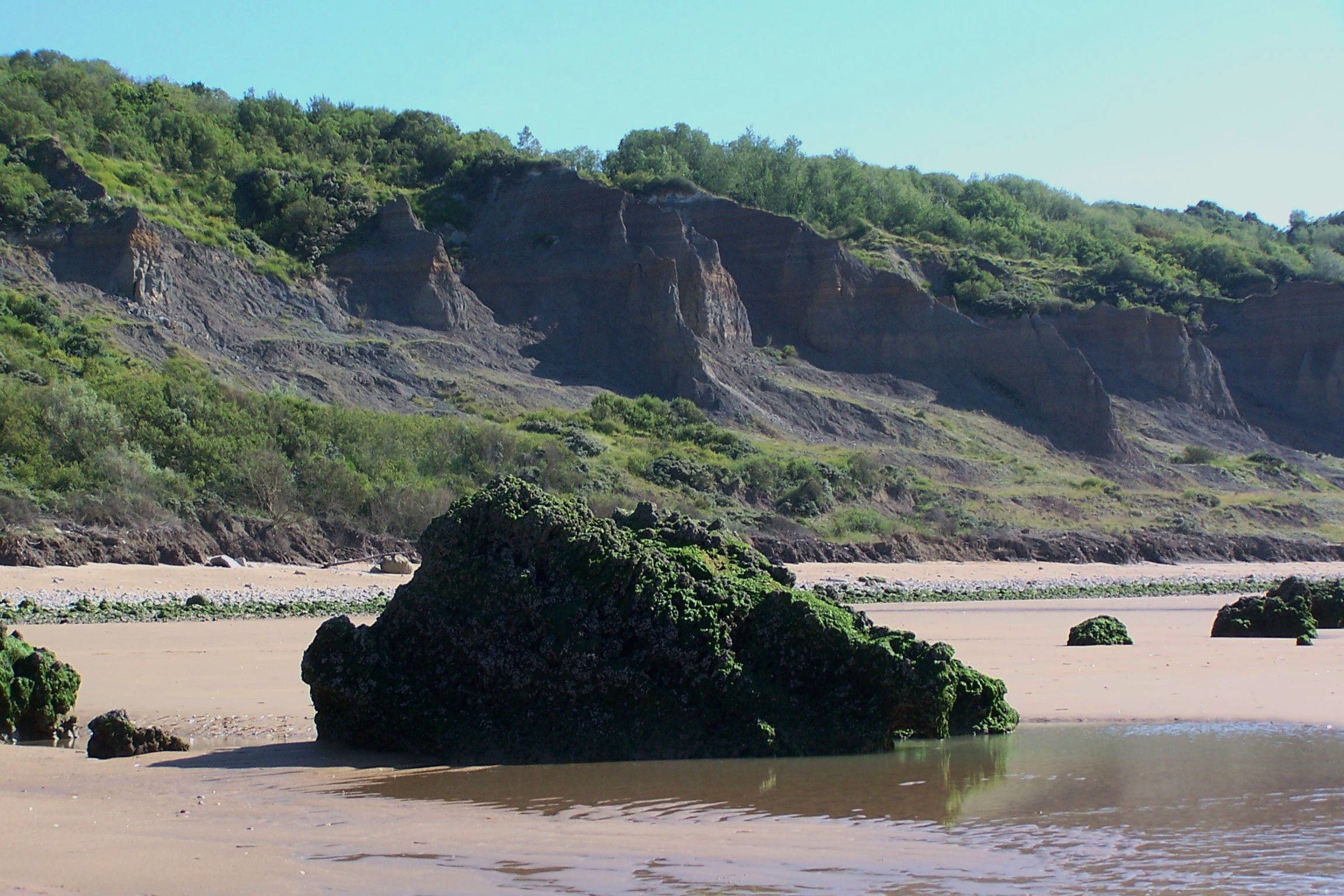
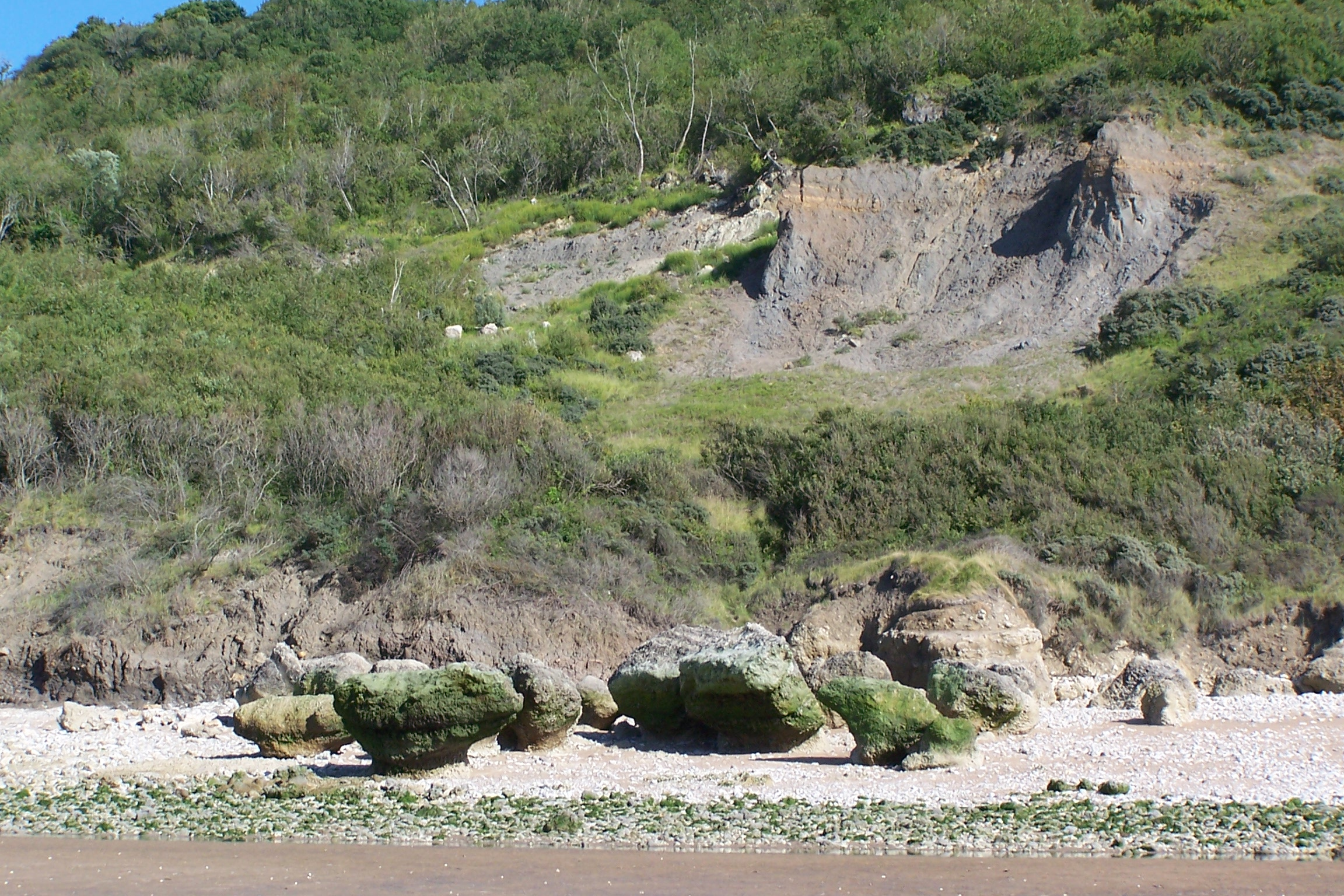
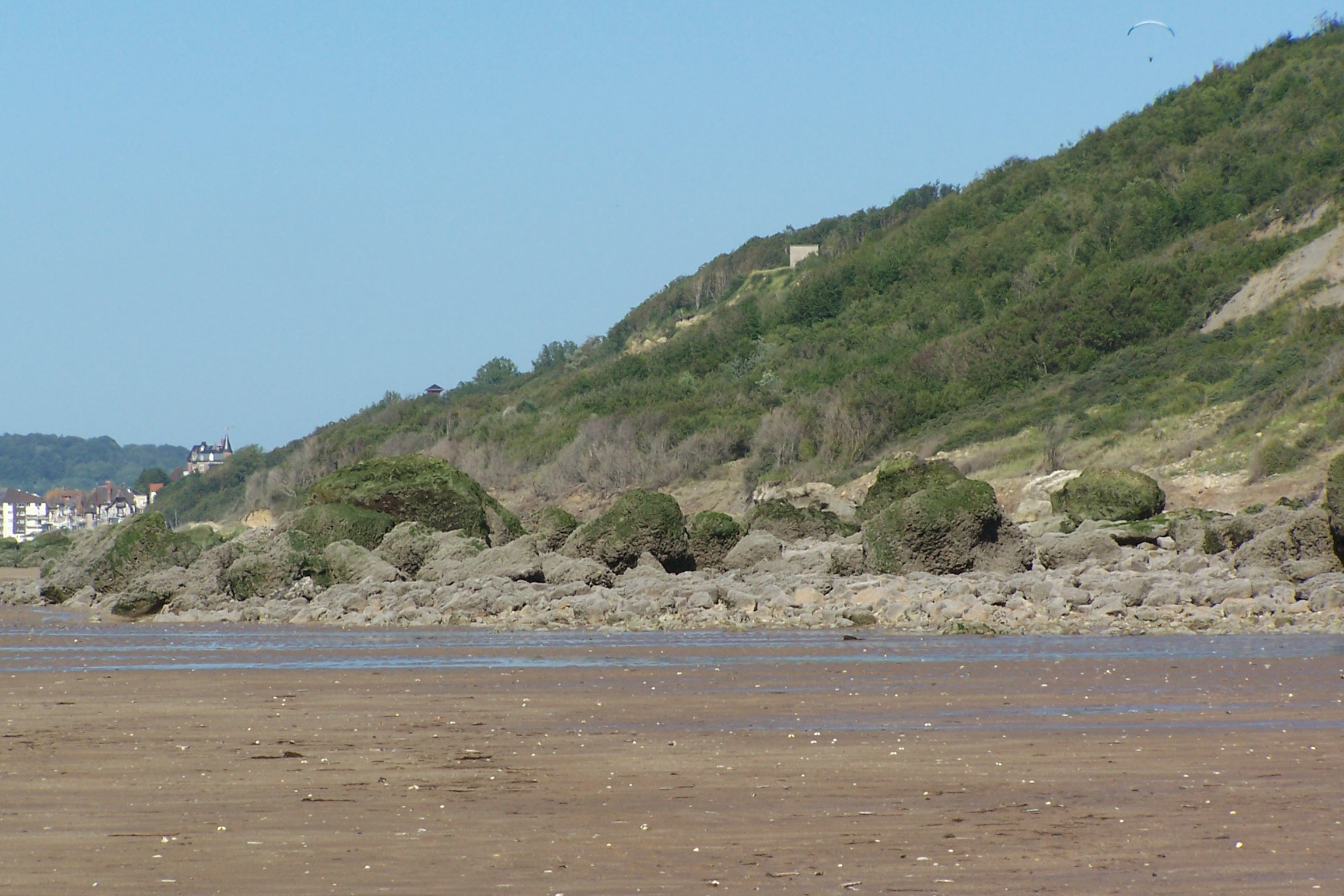